# PL-15
O PL-15 (chinês simplificado: 霹雳-15; pinyin: Pī Lì-Yāo Wǔ; lit. 'Thunderbolt-15', nome de relatório da OTAN: CH-AA-10 Abaddon) é um míssil ar-ar de longo alcance, guiado por radar ativo e projetado para combates além do alcance visual. Desenvolvido pela República Popular da China, é utilizado pela Força Aérea do Exército de Libertação Popular (PLAAF), pela Força Aérea Naval (PLANAF) e também pela Força Aérea do Paquistão.
O PL-15 é capaz de atingir velocidades de até Mach 5 e possui um alcance máximo de aproximadamente 300 km. No entanto, a versão de exportação, designada PL-15E e vendida ao Paquistão, apresenta um alcance reduzido, estimado em cerca de 145 km.
É o principal míssil ar-ar além do alcance visual transportado por aeronaves de combate de asa fixa do PLA. Sua contraparte dentro do alcance visual é o PL-10.

## História

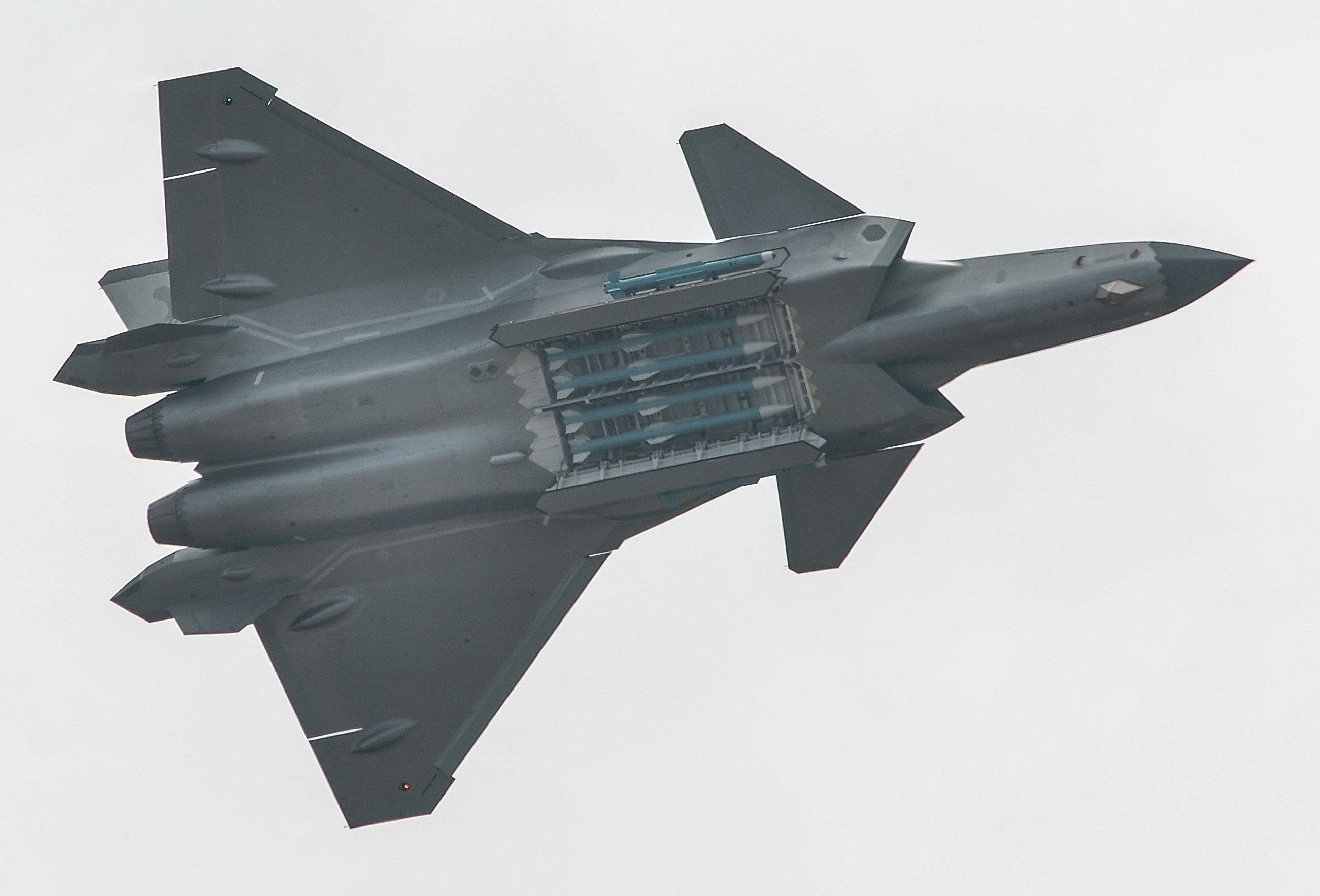
Um Chengdu J-20 com quatro PL-15 dentro do compartimento de armas

O desenvolvimento do PL-15 ficou a cargo da Academia de Mísseis Aerotransportados da China (CAMA), localizada em Luoyang. Os primeiros testes ocorreram em 2011, e o míssil foi mencionado pela mídia estatal chinesa em 2015. Já em 2013, ele foi visto acoplado a um protótipo do caça Chengdu J-20.
O PL-15 entrou em serviço ativo na Força Aérea do Exército de Libertação Popular (PLAAF) entre 2015 e 2017. As principais plataformas de lançamento incluem os caças Chengdu J-10C, Shenyang J-16 e Chengdu J-20, embora o míssil também tenha sido avistado em aeronaves Shenyang J-11B. O PL-15 começou a substituir o modelo anterior, o PL-12, como míssil ar-ar padrão de longo alcance (BVRAAM) nas frotas da PLAAF e da Força Aérea Naval do Exército de Libertação Popular (PLANAF).
A versão de exportação, denominada PL-15E, foi apresentada ao público durante o Zhuhai Airshow de 2021. Com alcance inferior ao do PL-15 original — possivelmente devido a modificações no propulsor ou no motor-foguete — o PL-15E segue uma abordagem semelhante à adotada anteriormente com o míssil SD-10 em relação ao seu equivalente doméstico, o PL-12.
Circulam há anos rumores sobre o desenvolvimento de uma variante ou derivado do PL-15 projetado para transporte interno otimizado. Em 2020, o Instituto Internacional de Estudos Estratégicos (IISS) relatou o desenvolvimento do míssil PL-16 — uma versão mais estreita do PL-15 — com o objetivo de permitir que o caça Chengdu J-20 transporte até seis mísseis em seu compartimento interno.
Em janeiro de 2024, foi confirmado que o PL-16 adotará um design mais compacto, com fuselagem reduzida, aletas dobráveis e um motor de pulso duplo de alto desempenho, garantindo níveis de performance similares ao PL-15 original. No Zhuhai Airshow de 2024, a variante de exportação PL-15E foi apresentada com aletas traseiras dobráveis, o que amplia sua compatibilidade com os compartimentos internos do Chengdu J-20 e do Shenyang J-35.
Tanto o PL-16 quanto a versão aprimorada do PL-15E podem, no futuro, complementar ou até substituir o PL-15 padrão nas forças armadas chinesas e em clientes de exportação.

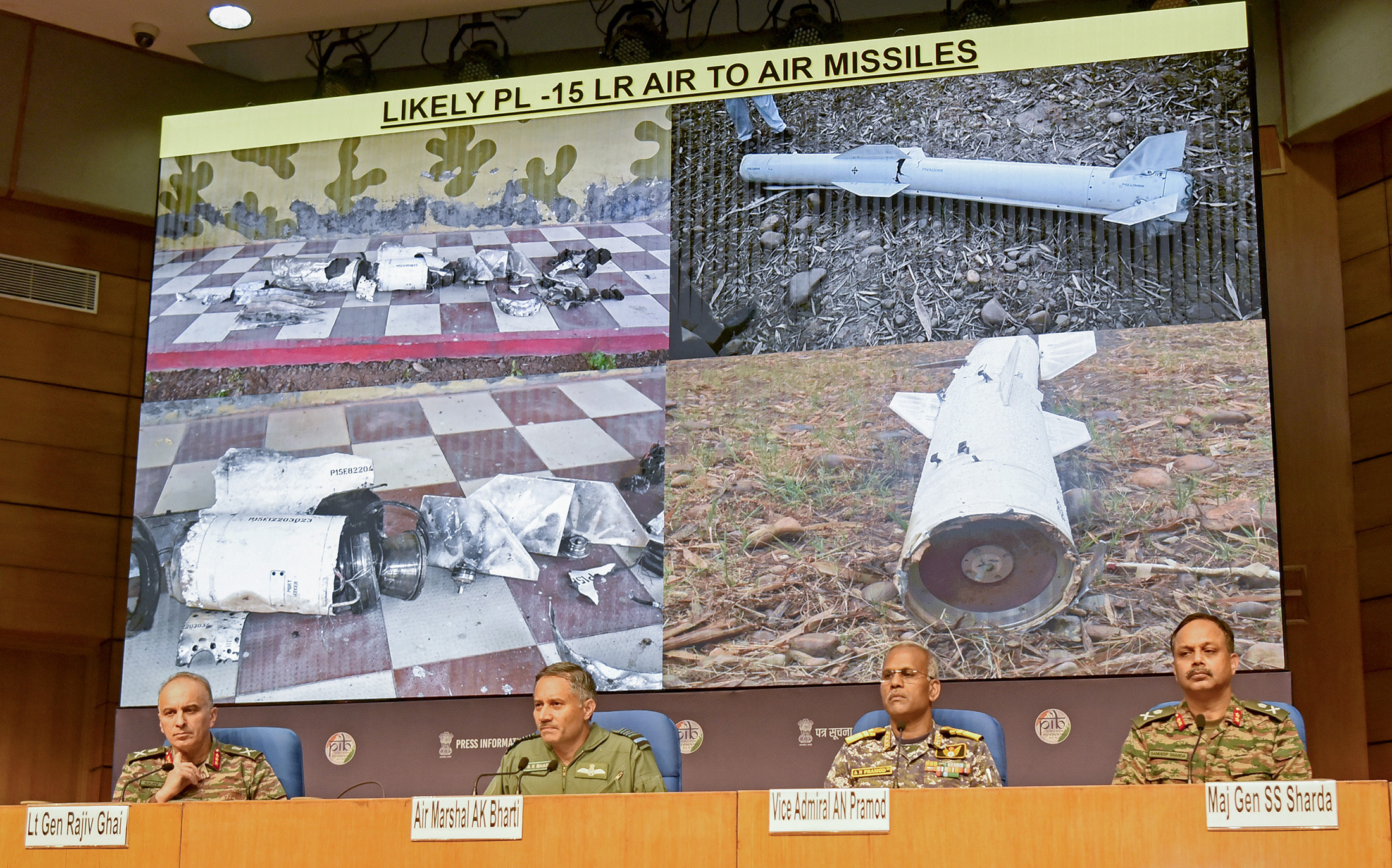
PL-15 recuperado exibido pela Índia

O PL-15E estreou em combate em 7 de maio de 2025, durante os confrontos entre Índia e Paquistão ocorridos naquele ano. Fragmentos do míssil foram encontrados em diversas regiões da Índia ao longo do conflito. Uma seção traseira relativamente intacta foi localizada em Hoshiarpur, no estado de Punjab. É provável que esses destroços estejam sendo analisados por agências de inteligência indianas e, possivelmente, por serviços de inteligência dos Estados Unidos.

## Projeto

### Propulsão
O PL-15 é impulsionado por um motor-foguete de combustível sólido com tecnologia de pulso duplo, permitindo que o míssil atinja velocidades superiores a Mach 5 e alcance distâncias superiores a 200 quilômetros. Durante a fase terminal do voo, o segundo pulso do motor é ativado, fornecendo energia adicional para aumentar a velocidade e a probabilidade de acerto contra alvos distantes. Quando lançado de uma plataforma em velocidade supersônica, o míssil consegue manter velocidades acima de Mach 5 durante a maior parte do seu trajeto.

### Fuselagem
O míssil possui aproximadamente 4 metros de comprimento e cerca de 200 milímetros (7,9 polegadas) de diâmetro. Sua estrutura inclui aletas de controle redesenhadas em relação ao modelo anterior, o PL-12, com cortes projetados para compatibilidade com compartimentos internos de aeronaves furtivas.

### Orientação
O PL-15 é equipado com um radar de busca eletrônico ativo miniaturizado, capaz de operar em modos ativo e passivo, dependendo da missão. O sistema de guiagem oferece alta resistência a contramedidas eletrônicas e desempenho aprimorado contra alvos de baixa observabilidade (stealth). Além disso, o míssil incorpora um sistema de navegação híbrido que combina orientação inercial, datalink bidirecional durante a fase intermediária com suporte de aeronaves AEW&C e radar ativo autônomo na fase terminal.

## Histórico operacional
Em 2021, o Paquistão firmou um acordo de defesa no valor de US$ 1,5 bilhão com a China, tornando-se o primeiro cliente internacional do míssil ar-ar PL-15E. O pacote incluía a aquisição de 20 caças multifuncionais J-10CE e cerca de 240 unidades do míssil PL-15E. Relatórios indicam que o governo paquistanês garantiu um empréstimo de US$ 1,4 bilhão para financiar a compra dos caças, além de pacotes logísticos e de suporte operacional.
O míssil PL-15E foi utilizado pela Força Aérea do Paquistão durante os confrontos Índia-Paquistão de 2025, marcando o que especialistas consideram ser a primeira utilização em combate do míssil.
A unidade investigativa da BBC, BBC Verify, autenticou três vídeos distintos que mostram as consequências da queda de uma aeronave em território indiano. Um dos vídeos registra tropas indianas recuperando destroços, incluindo componentes compatíveis com a estrutura de um caça Rafale, aeronave de fabricação francesa recentemente incorporada à Força Aérea Indiana.
Segundo um funcionário dos Estados Unidos, citado sob anonimato, há “grande confiança” de que caças J-10, de origem chinesa, tenham abatido pelo menos duas aeronaves indianas, entre elas um Rafale. Em coletiva de imprensa, a Força Aérea do Paquistão atribuiu explicitamente ao míssil ar-ar de longo alcance PL-15 o abate do Rafale indiano.

## Operadores
China
- Força Aérea do Exército de Libertação Popular: PL-15
- Força Aérea Naval do Exército de Libertação Popular: PL-15

 Paquistão
- Força Aérea do Paquistão: PL-15E [35]

## Variantes
PL-15
Versão doméstica da PLAAF com alcance estimado de 200–300 km (120–190 mi).
PL-15E
Versão de exportação do PL-15 com alcance máximo de lançamento reduzido de 145 km
PL-15E com aletas dobráveis
PL-15E com aletas de cauda dobradas que provavelmente permitem que os compartimentos internos de armas do J-20 e do J-35 carreguem seis mísseis.
PL-16 (CH-AA-X-13)
Um desenvolvimento adicional do PL-15 que permite que o compartimento interno de armas do J-20 carregue seis mísseis simultaneamente (enquanto o PL-15 tem quatro compartimentos). O míssil PL-16, embora menor em dimensão, apresenta uma estrutura comprimida, aletas dobradas e um motor de pulso duplo de alto desempenho para oferecer desempenho igual ou melhor em comparação ao PL-15 normal.